# Campeonato Uruguayo de Fútbol Femenino 2024
El Campeonato Uruguayo de Fútbol Femenino fue el 28.° torneo de primera división del fútbol femenino uruguayo organizado por la AUF. 
El torneo comenzó el 27 de abril de 2024 y terminó el 4 de diciembre de 2024.

## Sistema de disputa
La temporada comienza con una fase de clasificación en la que participan 12 equipos. Durante esta fase, cada equipo juega contra todos los demás una sola vez, en un formato de una rueda, totalizando 11 fechas. Al término de esta ronda, los equipos se dividen en dos grupos según su posición en la clasificación:
1. Ronda por el Título: Los seis equipos mejor clasificados avanzan a esta ronda. En esta fase, el formato cambia respecto a la fase de clasificación, y los equipos juegan en un formato de dos ruedas (ida y vuelta), enfrentándose todos contra todos, lo que suma un total de 10 partidos para cada equipo.
- Definición del Campeón: Al final de las diez fechas de la ronda por el Título, el equipo que termine en primer lugar se consagra como campeón del torneo y obtiene una plaza para la Copa Libertadores Femenina del año siguiente.

- Mantenimiento de Categoría: Los equipos que terminen en las posiciones del segundo al sexto lugar mantienen su categoría para la siguiente temporada.

2. Ronda por el Descenso: Los seis equipos con peor desempeño en la fase clasificatoria avanzan a esta ronda, que también se juega en un formato de dos ruedas (ida y vuelta), con un total de 10 partidos para cada equipo.
- Mantenimiento de Categoría: Los equipos que finalicen en las posiciones del primer al cuarto lugar en la ronda por el Descenso conservan su categoría para la próxima temporada.

- Descenso: Los equipos que terminen en las posiciones quinta y sexta son relegados a la Divisional B para la próxima temporada.

Este formato asegura una competencia equilibrada y ofrece oportunidades tanto para los equipos de arriba como para los que luchan por evitar el descenso.

## Equipos participantes

### Ascensos y descensos
Un total de 12 equipos disputarán el campeonato, incluyendo 10 equipos de la temporada pasada, y 2 equipos ascendidos de la Segunda División Femenina.
| Club               | Ascendido como                |
| ------------------ | ----------------------------- |
| San Jacinto Keguay | Campeón Segunda División 2023 |
| Canadian           | 2º Segunda División 2023      |

| Club        | Descendido como       |
| ----------- | --------------------- |
| River Plate | 11.º Tabla Anual 2023 |

### Datos de los equipos
| Club                 | Ciudad      | Estadio            | Capacidad | Fundación                | Temporadas | Temp. Consecutivas | Títulos | Subtítulos | 2023 |
| -------------------- | ----------- | ------------------ | --------- | ------------------------ | ---------- | ------------------ | ------- | ---------- | ---- |
| Defensor Sporting    | Montevideo  | -                  | -         | 15 de marzo de 1913      | 4          | 4                  | 1       | —          | 3.º  |
| Fénix                | Las Piedras | Monegal            | 6.000     | 7 de julio de 1916       | 13         | 10                 | —       | —          | 6.º  |
| Liverpool            | Montevideo  | -                  | -         | 15 de febrero de 1915    | 10         | 6                  | —       | —          | 5.º  |
| Nacional             | Montevideo  | Los Céspedes       | -         | 14 de mayo de 1899       | 22         | 14                 | 6       | 11         | 2º   |
| Peñarol              | Montevideo  | José Pedro Damiani | 12.000    | 28 de septiembre de 1891 | 9          | 7                  | 4       | 2          | 1º   |
| Montevideo Wanderers | Montevideo  | -                  | -         | 15 de agosto de 1902     | 17         | 2                  | —       | 2          | 7.º  |
| Montevideo City      | Montevideo  | -                  | -         | 26 de diciembre de 2007  | 1          | 1                  | —       | —          | 4.º  |
| Boston River         | Montevideo  | -                  | -         | 20 de febrero de 1939    | 1          | 1                  | —       | —          | 9.º  |
| Danubio              | Montevideo  | -                  | -         | 1 de marzo de 1932       | 8          | 1                  | —       | —          | 8.º  |
| Racing               | Montevideo  | -                  | -         | 6 de abril de 1919       | 11         | 1                  | —       | —          | 10.º |
| San Jacinto Keguay   |             | -                  | -         |                          | 3          | —                  | —       | —          |      |
| Canadian             | Montevideo  | -                  | -         | 14 de febrero de 2011    | —          | —                  | —       | —          |      |

1. 1 2  Considerando el historial de Canelones Femenino y de Fénix.
2. ↑  Como San Jacinto Rentistas.

## Clasificatorio

### Posiciones
| Pos. | Equipo               | Pts. | PJ | G  | E | P | GF | GC | Dif. |  |
| ---- | -------------------- | ---- | -- | -- | - | - | -- | -- | ---- |  |
| 1    | Peñarol              | 31   | 11 | 10 | 1 | 0 | 62 | 3  | +59  |  |
| 2    | Nacional             | 26   | 11 | 8  | 2 | 1 | 49 | 3  | +46  |  |
| 3    | Defensor Sporting    | 21   | 11 | 6  | 3 | 2 | 35 | 12 | +23  |  |
| 4    | Montevideo City      | 21   | 11 | 6  | 3 | 2 | 26 | 17 | +9   |  |
| 5    | Liverpool            | 19   | 11 | 6  | 1 | 4 | 19 | 10 | +9   |  |
| 6    | Montevideo Wanderers | 18   | 11 | 5  | 3 | 3 | 21 | 14 | +7   |  |
| 7    | Danubio              | 11   | 11 | 3  | 2 | 6 | 10 | 21 | −11  |  |
| 8    | Boston River         | 11   | 11 | 2  | 5 | 4 | 11 | 27 | −16  |  |
| 9    | San Jacinto Keguay   | 8    | 11 | 2  | 2 | 7 | 11 | 35 | −24  |  |
| 10   | Canadian             | 8    | 11 | 2  | 2 | 7 | 17 | 45 | −28  |  |
| 11   | Fénix                | 7    | 11 | 2  | 1 | 8 | 14 | 42 | −28  |  |
| 12   | Racing               | 4    | 11 | 1  | 1 | 9 | 9  | 55 | −46  |  |

Actualizado a los partidos jugados el 28 de julio de 2024.
 Fuente: AUF
|  | Clasificado a ronda por el Título |

|  | Clasificado a ronda por el Descenso |

### Partidos
- Los horarios corresponden al huso horario de Uruguay: (UTC-3).

| Nacional          | 11:0 | Fénix                  | Estadio Charrúa        | 28 de abril | 14:00 |
| Defensor Sporting | 8:2  | San Jacinto Keguay     | Luis Franzini          | 28 de abril | 15:00 |
| Danubio           | 0:2  | Liverpool              | Jardines del Hipódromo | 28 de abril | 15:30 |
| Racing            | 0:11 | Peñarol                | Parque Palermo         | 28 de abril | 16:15 |
| Canadian          | 2:5  | Montevideo City Torque | Julio César Abbadie    | 28 de abril | 17:00 |
| Boston River      | 1:0  | Wanderers              | Complejo Boston River  | 28 de abril | 18:00 |

| Montevideo City Torque | 4:2 | Defensor Sporting | Complejo City Torque      | 5 de mayo | 11:00 |
| Peñarol                | 4:1 | Liverpool         | Estadio Charrúa           | 5 de mayo | 14:15 |
| Danubio                | 4:0 | Racing            | Complejo Héctor del Campo | 5 de mayo | 15:30 |
| Wanderers              | 1:4 | Nacional          | Parque Palermo            | 5 de mayo | 16:30 |
| San Jacinto Keguay     | 2:0 | Canadian          | Estadio Charrúa           | 5 de mayo | 17:30 |
| Boston River           | 1:1 | Fénix             | Complejo Boston River     | 5 de mayo | 17:00 |

| Nacional          | 7:0 | San Jacinto Keguay     | Los Céspedes          | 11 de mayo | 19:30 |
| Liverpool         | 0:0 | Montevideo City Torque | Estadio Charrúa       | 12 de mayo | 14:15 |
| Fénix             | 0:1 | Danubio                | Parque Capurro        | 12 de mayo | 15:30 |
| Defensor Sporting | 1:2 | Wanderers              | Estadio Charrúa       | 12 de mayo | 16:30 |
| Peñarol           | 8:0 | Canadian               | Campeón del Siglo     | 12 de mayo | 18:30 |
| Racing            | 2:2 | Boston River           | Complejo Boston River | 12 de mayo | 19:00 |

| Canadian               | 0:8 | Nacional  | Estadio Charrúa       | 19 de mayo | 14:15 |
| San Jacinto Keguay     | 1:1 | Wanderers | Complejo Rentistas    | 19 de mayo | 15:30 |
| Defensor Sporting      | 2:1 | Liverpool | Estadio Charrúa       | 19 de mayo | 17:00 |
| Montevideo City Torque | 0:3 | Peñarol   | Parque Palermo        | 19 de mayo | 16:30 |
| Boston River           | 1:1 | Danubio   | Complejo Boston River | 19 de mayo | 18:00 |
| Racing                 | 2:4 | Fénix     | Complejo Rentistas    | 21 de mayo | 20:30 |

| Nacional  | 5:0 | Boston River           | Parque Palermo            | 26 de mayo | 14:15 |
| Peñarol   | 6:0 | San Jacinto Keguay     | Complejo Las Acacias      | 26 de mayo | 15:00 |
| Wanderers | 1:1 | Montevideo City Torque | Complejo Walter Devoto    | 26 de mayo | 15:00 |
| Danubio   | 1:2 | Defensor Sporting      | Complejo Héctor del Campo | 26 de mayo | 15:00 |
| Canadian  | 3:6 | Fénix                  | Julio Aznarez             | 26 de mayo | 16:00 |
| Liverpool | 3:0 | Racing                 | Complejo Rentistas        | 26 de mayo | 16:30 |

| Defensor Sporting      | 6:0 | Racing             | Complejo Rentistas        | 1 de junio | 19:30 |
| Boston River           | 1:1 | Canadian           | Complejo Boston River     | 2 de junio | 13:00 |
| Wanderers              | 1:3 | Peñarol            | Estadio Charrúa           | 2 de junio | 14:15 |
| Montevideo City Torque | 3:3 | San Jacinto Keguay | Complejo City Torque      | 2 de junio | 15:30 |
| Danubio                | 0:0 | Nacional           | Complejo Héctor del Campo | 2 de junio | 16:00 |
| Fénix                  | 0:2 | Liverpool          | Complejo Rentistas        | 2 de junio | 19:00 |

| Racing            | 1:4 | Montevideo City Torque | Complejo Rentistas     | 8 de junio | 20:30 |
| Defensor Sporting | 7:0 | Fénix                  | Estadio Charrúa        | 9 de junio | 13:30 |
| Peñarol           | 2:0 | Nacional               | Cr. José Pedro Damiani | 9 de junio | 14:15 |
| Liverpool         | 0:1 | Wanderers              | Complejo Rentistas     | 9 de junio | 14:30 |
| Boston River      | 3:0 | San Jacinto Keguay     | Complejo Boston River  | 9 de junio | 19:00 |
| Canadian          | 5:1 | Danubio                | Complejo Rentistas     | 9 de junio | 19:00 |

| Montevideo City Torque | 0:2 | Nacional           | Complejo City Torque   | 7 de julio | 11:00 |
| Liverpool              | 3:0 | San Jacinto Keguay | Complejo Rentistas     | 7 de julio | 14:00 |
| Wanderers              | 2:1 | Fénix              | Complejo Walter Devoto | 7 de julio | 14:00 |
| Peñarol                | 5:0 | Danubio            | Cr. José Pedro Damiani | 7 de julio | 14:15 |
| Boston River           | 1:1 | Defensor Sporting  | Complejo Boston River  | 7 de julio | 17:00 |
| Canadian               | 4:2 | Racing             | Julio César Abbadie    | 7 de julio | 17:30 |

| Racing                 | 0:7  | Wanderers    | Complejo Rentistas   | 14 de julio | 09:00 |
| Montevideo City Torque | 3:1  | Danubio      | Complejo City Torque | 14 de julio | 11:00 |
| Nacional               | 3:0  | Liverpool    | Parque Palermo       | 14 de julio | 14:15 |
| Peñarol                | 10:0 | Boston River | Complejo Las Acacias | 14 de julio | 14:15 |
| San Jacinto Keguay     | 2:1  | Fénix        | Parque Huracán Buceo | 14 de julio | 15:00 |
| Defensor Sporting      | 5:0  | Canadian     | Luis Franzini        | 14 de julio | 15:30 |

| Peñarol      | 1:1 | Defensor Sporting      | Cr. José Pedro Damiani    | 21 de julio | 14:15 |
| Danubio      | 1:0 | San Jacinto Keguay     | Complejo Héctor del Campo | 21 de julio | 15:00 |
| Fénix        | 1:2 | Montevideo City Torque | Parque Ancap              | 21 de julio | 15:00 |
| Canadian     | 2:2 | Wanderers              | Julio César Abbadie       | 21 de julio | 18:30 |
| Boston River | 0:2 | Liverpool              | Complejo Boston River     | 21 de julio | 19:00 |
| Racing       | 0:9 | Nacional               | Complejo Rentistas        | 21 de julio | 19:30 |

| San Jacinto Keguay     | 1:2 | Racing            | Complejo Rentistas     | 28 de julio | 09:00 |
| Liverpool              | 5:0 | Canadian          | Complejo Rentistas     | 28 de julio | 14:00 |
| Nacional               | 0:0 | Defensor Sporting | Parque Palermo         | 28 de julio | 14:15 |
| Fénix                  | 0:9 | Peñarol           | Cr. José Pedro Damiani | 28 de julio | 14:15 |
| Wanderers              | 3:0 | Danubio           | Parque Viera           | 28 de julio | 15:00 |
| Montevideo City Torque | 4:1 | Boston River      | Complejo City Torque   | 28 de julio | 17:30 |

## Rondas finales

### Título
| Pos. | Equipo               | Pts. | PJ | G | E | P | GF | GC | Dif. |  |
| ---- | -------------------- | ---- | -- | - | - | - | -- | -- | ---- |  |
| 1    | Nacional (C)         | 26   | 10 | 8 | 2 | 0 | 33 | 3  | +30  |  |
| 2    | Peñarol              | 25   | 10 | 8 | 1 | 1 | 33 | 9  | +24  |  |
| 3    | Defensor Sporting    | 14   | 10 | 4 | 2 | 4 | 16 | 19 | −3   |  |
| 4    | Montevideo Wanderers | 10   | 10 | 3 | 1 | 6 | 10 | 30 | −20  |  |
| 5    | Liverpool            | 7    | 10 | 2 | 1 | 7 | 12 | 25 | −13  |  |
| 6    | Montevideo City      | 4    | 10 | 1 | 1 | 8 | 4  | 22 | −18  |  |

Actualizado a los partidos jugados el 02 de diciembre de 2024.
 Fuente: AUF
|  | Campeón y clasificación a Copa Libertadores Femenina 2025. |

#### Partidos
- Los horarios corresponden al huso horario de Uruguay: (UTC-3).

| Peñarol   | 3:0 | Montevideo City Torque | Cr. José Pedro Damiani | 10 de agosto | 15:30 |
| Liverpool | 0:3 | Nacional               | Belvedere              | 11 de agosto | 14:15 |
| Wanderers | 2:3 | Defensor Sporting      | Complejo Devoto        | 11 de agosto | 15:00 |

| Nacional               | 1:1 | Defensor Sporting | Complejo Rentistas      | 17 de agosto | 19:30 |
| Liverpool              | 1:4 | Peñarol           | Belvedere               | 18 de agosto | 14:15 |
| Montevideo City Torque | 0:1 | Wanderers         | Montevideo City Academy | 18 de agosto | 15:30 |

| Defensor Sporting      | 1:2 | Peñarol   | Luis Franzini           | 24 de agosto  | 15:30 |
| Montevideo City Torque | 1:0 | Liverpool | Montevideo City Academy | 24 de agosto  | 20:00 |
| Nacional               | 3:0 | Wanderers | Complejo Rentistas      | 24 de octubre | 20:00 |

| Montevideo City Torque | 0:1 | Defensor Sporting | Estadio Charrúa        | 7 de septiembre | 20:00 |
| Peñarol                | 1:1 | Nacional          | Cr. José Pedro Damiani | 8 de septiembre | 14:15 |
| Wanderers              | 3:2 | Liverpool         | Complejo Devoto        | 8 de septiembre | 15:30 |

| Nacional          | 3:0 | Montevideo City Torque | Estadio Charrúa | 14 de septiembre | 20:30 |
| Wanderers         | 0:9 | Peñarol                | Parque Palermo  | 15 de septiembre | 14:15 |
| Defensor Sporting | 1:3 | Liverpool              | Luis Franzini   | 15 de septiembre | 15:00 |

| Montevideo City Torque | 0:3 | Peñarol   | Estadio Charrúa | 21 de septiembre | 20:00 |
| Nacional               | 6:0 | Liverpool | Parque Palermo  | 22 de septiembre | 14:15 |
| Defensor Sporting      | 4:0 | Wanderers | Luis Franzini   | 22 de septiembre | 16:00 |

| Defensor Sporting | 0:4 | Nacional               | Luis Franzini          | 3 de noviembre | 9:30  |
| Peñarol           | 3:1 | Liverpool              | Cr. José Pedro Damiani | 3 de noviembre | 16:00 |
| Wanderers         | 2:1 | Montevideo City Torque | Complejo Devoto        | 3 de noviembre | 16:00 |

| Liverpool | 3:1 | Montevideo City Torque | Belvedere              | 10 de noviembre | 9:40  |
| Wanderers | 1:4 | Nacional               | Complejo Rentistas     | 10 de noviembre | 16:00 |
| Peñarol   | 5:2 | Defensor Sporting      | Cr. José Pedro Damiani | 10 de noviembre | 16:30 |

| Defensor Sporting | 1-1 | Montevideo City Torque | Luis Franzini  | 17 de noviembre | 9:30  |
| Liverpool         | 1-1 | Wanderers              | Belvedere      | 17 de noviembre | 15:45 |
| Nacional          | 3:0 | Peñarol                | Parque Palermo | 17 de noviembre | 16:00 |

| Liverpool    | 1:2 | Defensor Sporting      | Belvedere              | 1 de diciembre | 16:00 |
| Peñarol      | 3:0 | Wanderers              | Cr. José Pedro Damiani | 2 de diciembre | 19:30 |
| Nacional (C) | 5:0 | Montevideo City Torque | Gran Parque Central    | 2 de diciembre | 19:30 |

|                                            |
| Campeón Uruguayo 2024 Nacional 7.mo título |

### Descenso
| Pos. | Equipo             | Pts. | PJ | G | E | P | GF | GC | Dif. |  |
| ---- | ------------------ | ---- | -- | - | - | - | -- | -- | ---- |  |
| 1    | Fénix              | 25   | 10 | 8 | 1 | 1 | 24 | 6  | +18  |  |
| 2    | San Jacinto Keguay | 22   | 10 | 7 | 1 | 2 | 15 | 10 | +5   |  |
| 3    | Canadian           | 16   | 10 | 5 | 1 | 4 | 13 | 12 | +1   |  |
| 4    | Racing (D)         | 12   | 10 | 3 | 3 | 4 | 12 | 16 | −4   |  |
| 5    | Boston River (D)   | 9    | 10 | 3 | 0 | 7 | 8  | 20 | −12  |  |
| 6    | Danubio (D)        | 5    | 10 | 1 | 2 | 7 | 6  | 14 | −8   |  |

Actualizado a los partidos jugados el 04 de diciembre de 2024.
 Fuente: AUF
|  | Descenso |

#### Partidos
- Los horarios corresponden al huso horario de Uruguay: (UTC-3).

| Racing       | 1:2 | San Jacinto Keguay | Complejo Rentistas    | 11 de agosto | 10:00 |
| Fénix        | 2:1 | Danubio            | Parque Ancap          | 11 de agosto | 11:00 |
| Boston River | 0:2 | Canadian           | Complejo Boston River | 11 de agosto | 18:00 |

| Danubio  | 0:0 | San Jacinto Keguay | Complejo Ing. Héctor del Campo | 17 de agosto | 15:30 |
| Fénix    | 2:0 | Boston River       | Parque Ancap                   | 18 de agosto | 15:00 |
| Canadian | 2:2 | Racing             | Julio César Abbadie            | 18 de agosto | 18:00 |

| Danubio      | 1:1 | Racing             | Complejo Héctor del Campo | 24 de agosto | 15:30 |
| Boston River | 3:1 | San Jacinto Keguay | Complejo Boston River     | 24 de agosto | 16:00 |
| Canadian     | 1:0 | Fénix              | Julio César Abbadie       | 25 de agosto | 17:00 |

| Racing       | 3:3 | Fénix              | Complejo Rentistas    | 7 de septiembre | 15:00 |
| Boston River | 2:1 | Danubio            | Complejo Boston River | 8 de septiembre | 17:00 |
| Canadian     | 0:1 | San Jacinto Keguay | Julio César Abbadie   | 8 de septiembre | 18:30 |

| San Jacinto Keguay | 0:3 | Fénix        | Parque Huracán Buceo | 15 de septiembre | 15:30 |
| Danubio            | 0:1 | Canadian     | Julio César Abbadie  | 15 de septiembre | 17:30 |
| Racing             | 1:0 | Boston River | Complejo Rentistas   | 16 de septiembre | 20:00 |

| Danubio            | 1:2 | Fénix        | Complejo Héctor del Campo | 21 de septiembre | 15:30 |
| San Jacinto Keguay | 2:0 | Racing       | Parque Huracán Buceo      | 22 de septiembre | 10:00 |
| Canadian           | 2:3 | Boston River | Estadio de Aiguá          | 22 de septiembre | 19:30 |

| San Jacinto Keguay | 2:1 | Danubio  | Parque Huracán        | 3 de noviembre | 9:30  |
| Boston River       | 0:4 | Fénix    | Complejo Boston River | 3 de noviembre | 17:00 |
| Racing             | 1:2 | Canadian | Complejo Rentistas    | 3 de noviembre | 20:00 |

| San Jacinto Keguay | 4:0 | Boston River | Parque Huracán     | 10 de noviembre | 9:00  |
| Fénix              | 2:0 | Canadian     | Parque Ancap       | 10 de noviembre | 16:00 |
| Racing             | 1:0 | Danubio      | Complejo Rentistas | 10 de noviembre | 20:00 |

| Boston River       | 0:1 | Danubio  | Complejo Boston River | 17 de noviembre | 16:30 |
| Fénix              | 4:0 | Racing   | Parque Capurro        | 17 de noviembre | 16:30 |
| San Jacinto Keguay | 3:0 | Canadian | Parque Huracán        | 17 de noviembre | 17:00 |

| Fénix        | 2:0 | San Jacinto Keguay | Parque Ancap              | 30 de noviembre | 16:30 |
| Boston River | 0:2 | Racing             | Complejo Boston River     | 1 de diciembre  | 16:30 |
| Danubio      | 0:3 | Canadian           | Complejo Héctor del Campo | 4 de diciembre  | 17:00 |

## Goleadoras
| Jugador         | Club              | Goles |
| --------------- | ----------------- | ----- |
| Wendy Carballo  | Peñarol           | 21    |
| Tatiana Labraga | Canadian          | 16    |
| Micaela Suhr    | Peñarol           | 14    |
| Julieta Melogño | Defensor Sporting | 13    |
| Melisa Molina   | Fénix             | 12    |